# Kasavanahalli Kaval, Tiptur
Kasavanahalli Kaval là một làng thuộc tehsil Tiptur, huyện Tumkur, bang Karnataka, Ấn Độ.